# 丘預達
丘預達（1508年—？），字若孚，號荆野，福建興化府莆田縣人，匠籍，明朝政治人物。

## 生平
嘉靖十六年（1537年）丁酉科福建鄉試第八十一名舉人。嘉靖二十六年（1547年）丁未科進士。兵部觀政，授中书舍人，歷官刑科給事中、右給事中，嘉靖三十四年（1555年）升戶科左給事中。晋兵科都給事中，出为山东参政，升山西按察使，歷四川右布政使、贵州左布政使。

## 家族
曾祖丘希高；祖父丘朝輔；父丘璞。母許氏。子修观、修志、修翰、修绩。